# Beegie Adair
| Beegie Adair                              | Beegie Adair                              |
| Kattints az alábbi külső linkek egyikére! | Kattints az alábbi külső linkek egyikére! |
| ----------------------------------------- | ----------------------------------------- |
| Nem található szabad kép.(?)              |                                           |
| külső link · jogvédett                    | Beegie Adair                              |

Beegie Adair (Cave City, Kentucky, 1937. december 11. − Franklin, Tennessee, 2022. január 23.), amerikai dzsesszzongorista, zenekarvezető. Hatvanéves karrierje során több mint 100 felvétele született. Ezek több mint egyharmada a Beegie Adair trióval készült.

## Pályafutása
A Kentucky állambeli Cave Cityben született. Szülei benzinkutat birtokoltak és üzemeltettek. Ötéves korában kezdett zongorázni. A Caverna High Schoolba járt, ahol 1954-ben érettségizett. Zenét tanult a Western Kentucky Egyetemen, ahol 1958-ban diplomát szerzett. A következő három évben zenetanárként dolgozott, majd 1961-ben Nashville-be költözött. 1961 nyarán tagja lett a Hank Garland által vezetett dzsesszzenekarnak. Ezt követően session zenészként alkalmazták 1969 és 1971 között. Olyan neves előadókat kísért, mint Chet Atkins, Dolly Parton, Lucille Ball, Steve Allen, Dinah Shore, Cass Elliot, Peggy Lee.
1982-ben Denis Solee-val létrehozta az Adair–Solee Quartetet, majd a Be-Bop Co-Op szextettet. Kiadta első szólóalbumát (1998). Később megalakította a Beegie Adair Triót, amely több mint 1,5 millió albumot adott el.
Több mint 100 felvételen szerepelt 60 éves karrierje során. Ebből 37-et a triójával vett fel. Zenéje a Cole Porter daloktól a Frank Sinatra klasszikusokon és második világháborús balladákon át karácsonyi dalok feldolgozásáig terjedt. Zongorajátékára hatott Jimmy Jones, George Shearing, Bill Evans, Oscar Peterson, Erroll Garnert és Russ Freeman (Chet Baker zongoristája) is.

## Albumok
(válogatás)
- 1991: Escape To New York
- 1997: Frank Sinatra Collection: A Musical Tribute
- 2001: Dream Dancing
- 2002: I’ll Take Romance
- 2002: The Way You Look Tonight
- 2002: The Great American Songbook Collection
- 2003: Centennial Composers Collection
- 2003: Days Of Wine And Roses
- 2005: An Affair To Remember
- 2006: Sentimental Journey
- 2007: As Time Goes By
- 2008: In A Sentimental Mood. Romantic Songs Of Duke Ellington
- 2008: Yesterday – A Solo Piano Tribute To The Music Of The Beatles
- 2009: Moments To Remember
- 2009: Winter Romance
- 2010: Swingin’ With Sinatra
- 2011: My Piano Memory
- 2013: A Time For Love
- 2014: Vintage Jazz
- 2014: The Good Life: A Jazz Piano Tribute to Tony Bennett
- 2015: Too Marvelous for Words
- 2016: Some Enchanted Evening
- 2017: By Request
- 1998: The Dinner Music Series
- 1999: Jazz Piano Christmas
- 2000: Love, Elvis
- 2005: Jazz On Broadway
- 2012: The Real Thing
- 2013: Trav’lin’ Light
- 2015: Too Marvelous for Words

## Díjak
- 2002: Steinway Artist
- Cave City és Western Kentucky University: Hall of Fame
- Nashville Jazz Workshop Heritage Award